# Pascual Sisto
Pour les articles homonymes, voir Sisto et Sisto (nom de famille).
Pascual Sisto, né en 1975 à Ferrol (Espagne), est un cinéaste et artiste visuel espagnol.
Ses œuvres ont été exposées dans des galeries et des musées internationaux, tels que le Centre Pompidou, le Centre d'art et d'architecture MAK, le Musée d'Art moderne d'Istanbul et à la 53e Biennale de Venise.
Le Monde de John, le film qui marque ses débuts de réalisateur, a été sélectionné aux festivals de Cannes 2020 et de Sundance 2021,. Sisto a été nommé par Variety comme l'un des dix réalisateurs à surveiller en 2021.

## Biographie et carrière

### Éducation
Pascual Sisto est diplômé de l'ArtCenter College of Design de Pasadena, en Californie, où il obtient un Bachelor of Fine Arts (BFA). À Los Angeles, il obtient une maîtrise en arts médiatiques de l'Université de Californie. Sisto  fréquente également la Skowhegan School of Painting and Sculpture en 2011 et reçoit des subventions de la California Community Foundation Emerging Artist en 2012, de l'ARC Durfee Foundation en 2011 et de NYSCA en 2017, NYFA Artist Fellowship in Digital and Electronic Arts. En 2017, il obtient une résidence en arts visuels à Pioneer Works à Brooklyn et, en 2019, il remporte la résidence artistique du Lower Manhattan Cultural Council Workspace.

### Carrière
En 2003, grâce au court métrage Océano, pour lequel il est producteur exécutif et scénariste, Sisto remporte le Kodak Vision Award au Rhode Island International Film Festival.  En 2009, il présente ses expositions d'art au Musée d'Art moderne d'Istanbul et à la 53e Biennale de Venise. En 2010, il fait partie des artistes sélectionnés par le Département des affaires culturelles et l'Aéroport international de Los Angeles (LAX) pour créer une exposition permanente au Tom Bradley International Terminal (en).
Ses expositions d'art ont été analysées notamment dans Art in America; Flash Art, Los Angeles Times et Vice.
En octobre 2019, Sisto commence le tournage du long métrage qui marque ses débuts de réalisateur, Le Monde de John (John and the Hole) , écrit par Nicolás Giacobone. Le Monde de John est sélectionné pour les festivals de Cannes 2020 et de Sundance 2021, et permet à Sisto de figurer sur la liste de Variety des dix réalisateurs à surveiller en 2021. En janvier 2021, le film apparaît sur les listes de TheWrap, Screen Daily, Hollywood Reporter, Deadline et IndieWire des films les plus attendus au Sundance Film Festival,,,. Le Monde de John est également commenté dans GQ (Mexique), Vogue (édition américaine, également dans l'édition italienne),.

## Filmographie

### Films
- 2003 : Océano (court métrage, réalisateur et scénariste)
- 2021 : Le Monde de John (John and the Hole) (réalisateur)

### Télévision
- 2017 : Steps (coréalisateur, producteur et producteur exécutif)

## Récompenses et distinctions
| Année | Prix                                                        | Catégorie         | Travail | Résultat |
| ----- | ----------------------------------------------------------- | ----------------- | ------- | -------- |
| 2003  | Festival international du film de Rhode Island • Grand Prix | Prix Kodak Vision | Océano  | Lauréat  |